# Dipteromma paradoxa
Dipteromma paradoxa (лат.) — ископаемый вид перепончатокрылых насекомых, единственный в составе рода Dipteromma и семейства Dipterommatidae (Mymarommatoidea). Обнаружены в меловом бирманском янтаре в Юго-Восточной Азии (около 99 млн лет, Мьянма).

## Описание
Мелкие ископаемые наездники: длина тела около 0,85 мм, длина переднего крыла около 0,75 мм. Отличаются от всех перепончатокрылых насекомых своей двукрылостью: у них отсутствует задняя пара крыльев. Антенна самки 13-сегментные, с длинным скапусом (длина примерно равна ширине головы). Мезосома тонкая, удлиненная. Пронотум и проплевры образуют отчетливую шейку; мезонотум без видимых нотаулей, мезоплевры широко вдаются между пронотумом и основанием крыла, с дыхальцем на верхнебоковом крае пронотума. Метанотум редуцирован, не отчетливо виден, с длинным метапостнотумом. Нижняя поверхность метаторакса (+проподеум) почти такой же длины, как мезоторакс. Проподеум с метасомальным сочленением близко к задним тазикам.
Переднее крыло веслообразное, стеблевидное; жилка R едва выходит за пределы стебелька, вздута апикально; жилка A редуцирована, представляется коротким рудиментом заднебазально; на вершине R нет краевой щетинки. Диск переднего крыла с длинными волосками на внешнем и дистальном задних краях и более короткими в средней части, базальные края голые без отдельных удлиненных волосков; краевые вставки волосков не вдаются вглубь крыла; поверхность диска не ареольная, покрыта короткими волосками; чрезвычайно узкая мембрана крыла сохранилась на всем протяжении стебля крыла, несущего вместилище для (отсутствующих) гамулей заднего крыла и заканчивающегося кзади у самого основания рудимента A. Заднее крыло утрачено полностью. Ноги стройные, удлиненные, с раздельными трохантелли; передняя голень с крупным изогнутым гребешком, апикально раздвоенным; средние и задние голени без четких апикальных шпор. Метасомальные сегменты 1 и 2 почти равны по длине и образуют длинный и тонкий стебелёк длиной примерно как остальная метасома; брюшко тонкее и маленькое. Яйцеклад внешне короткий.

## Таксономия и этимология
Вид был впервые описан в 2019 году российскими палеоэнтомологами Александром Павловичем Расницыным, Екатериной Сидорчук (ПИН РАН, Москва) и их коллегами из Китая (Haichun Zhang, Qi Zhang) по материалам из бирманского янтаря (голотип самки NIGP169635). Название рода Dipteromma относится к диптерии насекомых, родственных Mymaromma. Видовое название D. paradoxa в переводе с греческого означает «парадоксальный».